# PWR
Tlačni reaktor, tlakovodni reaktor ili reaktor s vodom po tlakom (eng. Pressurized Water Reactor - PWR), nalazi se u većini zapadnih nuklearnih elektrana. Oni su podvrsta lakovodnih reaktora ili reaktora s običnom vodom (eng. Light Water Reactor – LWR), druga vrsta je kipući reaktor ili reaktor s kipućom vodom (eng. Boiling Water Reactor – BWR). U reaktoru s vodom pod tlakom (tlačni reaktor) rashladna voda se pod velikim tlakom pumpa u jezgru reaktora. Tada zagrijana voda prenosi toplinsku energiju u generator pare. Suprotno reaktoru s kipućom vodom, tlak u primarnom rashladnom krugu sprječava kipljenje vode u reaktoru. Svi lakovodni reaktori s običnom vodom (LWR) koriste običnu vodu kao oba rashladna sredstva i neutronski moderator (usporivač neutrona). Rashladno sredstvo iz reaktora prolazi kroz parogenerator, predajući toplinu vodi sekundarnog kruga, koja zbog nižeg tlaka u sekundarnom krugu isparava. Para odlazi u parnu turbinu, a ohlađena voda (kondenzator) primarnog kruga natrag u reaktor. Današnji tlačni reaktori imaju od 2 do 4 rashladna kruga s pripadajućim parogeneratorima, ali ruska verzija VVER reaktora (VVER-440) ih ima čak 6.
Reaktor s vodom pod tlakom (PWR) prvotno je razvijen za pogon nuklearnih podmornica, a prva komercijalna nuklearna elektrana za opskrbu električnom energijom izgrađenda je u Shippingportu. Tlačni reaktor najrašireniji je tip nuklearnog reaktora II. generacije koja započinje 1977. Više od polovine nuklearnih elektrana koje su još u pogonu imaju tlačni reaktor, a kao gorivo koriste obogaćeni uranij. Rashladna voda (primarni rashladni krug) u reaktorskoj posudi pod većim je tlakom od zasićenoga parnoga tlaka pri najvišoj radnoj temperaturi. Stoga se reaktorsko hladilo u reaktorskoj posudi ne može pretvoriti u paru. Do pretvaranja vode u paru dolazi tek u parogeneratoru (sekundarni rashladni krug), gdje je velik broj tankih cijevi. Snažne primarne pumpe tjeraju kroz njih rashladni medij, a on svoju toplinu šalje sekundarnom rashladnom mediju, koji kruži oko cijevi parnog generatora. Zbog zagrijavanja sekundarni se rashladni medij pretvara u paru. Ta para pokreće parnu turbinu, a nakon završetka rada kondenzira se u kondenzatoru i potom se vraća u parogenerator.
Kod tlačnih reaktora primarni i sekundarni rashladni krug su odvojeni. U ovog tipa reaktora rashladni medij, koji je istovremeno i moderator, nalazi se pod visokim tlakom od približno 155 bara, što omogućava njegovu visoku radnu temperaturu bez promjene agregatnog stanja. Par stotina tlačnih reaktora razvijeno je i koristi se u vojne svrhe, primjerice u nosača aviona, nuklearnih podmornica i ledolomaca. Tlačni reaktor prvotno je razvijen u Oak Ridge National Laboratoryju (SAD) za pogon nuklearnih podmornica.
Tlačni reaktori najrašireniji su tip reaktora u svijetu; njih više od 230 se koristi za proizvodnju električne energije, a nekoliko stotina za pogon nuklearnih podmornica, u koju svrhu su izvorno i bili dizajnirani. Hrvatskoslovenska Nuklearna elektrana Krško, jedina u nas, također je ovog tipa.

## Povijest
Par stotina tlačnih reaktora PWR razvijeno je i koristi se u vojne svrhe. Npr. kod nosača aviona, nuklearnih podmornica i ledolomaca. Prvotno je razvijen u Oak Ridge National Laboratory-u za pogon nuklearnih podmornica. Daljnjim razvojem, posao se usavršavao u laboratoriju za atomsku energiju Bettis. Prva komercijalna nuklearna elektrana u Shippingportu je konstruirana s tlačnim reaktorom. Nuklearni program Američke vojske temeljio se na radu s reaktorima s vodom pod tlakom PWR od 1954. do 1974., uključujući SL-1, katastrofalne pogreške, koja je dovela do prve velike nuklearne nesreće u Americi. Nuklearna elektrana na otoku Tri milje radila je s dva tlačna reaktora PWR. (TMI-1 i TMI-2). Djelomično taljenje jezgre reaktora TMI-2 1979. dovelo je do prestanaka razvoja nuklearnih elektrana u Sjedinjenim Američkim državama.

## Konstrukcija
Nuklearno gorivo u zaštitnoj reaktorskoj posudi je uključeno u fisijsku nuklearna lančanu reakciju, koja proizvodi toplinu i grije vodu u primarnom rashladnom krugu toplinskom kondukcijom kroz obloge goriva. Vruće primarno rashladno sredstvo se pumpa u izmjenjivač topline, koji se naziva parogenerator, gdje se toplina prenosi preko mnogo cijevi na niži tlak u sekundarni rashladni krug gdje isparava u paru pod tlakom. Prijenos topline ostvaren je bez miješanja dva fluida, što je poželjno jer primarno rashladno sredstvo može postati radioaktivno.  
U nuklearnoj elektrani, para pod tlakom prolazi kroz parnu turbinu koja pogoni električni generator spojen na električnu mrežu za distribuciju. Nakon prolaska kroz turbinu, sekundarni hladioc (mješavina vode i pare) se hladi i kondenzira u kondenzatoru. Kondenzator paru pretvara u tekućinu tako da se može pumpati nazad u parogenerator. On održava vakuum na izlazu iz turbine, pa taj pad tlaka kroz turbinu i dobivena energija iz pare su maksimalni.
Parogenerator ima i drugih koristi osim proizvodnje električne energije. Kod nuklearnih brodova i podmornica, para prolazi kroz parnu turbinu koja je spojena na više reduktora brzina, te na pogonsko vratilo. Direktan mehanički rad koji je nastao širenjem pare može se koristiti kod posebnih vrsta zrakoplova. Centralno grijanje pomoću pare koristi se u nekim zemljama, a izravno grijanje se koristi u postrojenjima koje tu paru i proizvode.
Dvije stvari su svojstvene kod tlačnih reaktor u odnosu na druge tipove reaktora: rashadno sredstvo odvojeno je od pare i tlaka unutar primarnog rashladnog kruga. U tlačnom reaktoru PWR postoje dva odvojena rashladna kruga (primarni i sekundarni), koji su oba ispunjena s demineraliziranom/deioniziranom vodom. Kipući reaktor ima samo jedan rashladni krug. Tlak u primarnom rashadnom krugu obično iznosi 15 do 16 Mpa (150-160 bar), što je puno više nego u drugim nuklearnim reaktorima i gotovo dvostruko više nego kod kipućeg reaktora BWR.

### Moderator
Tlačni reaktori PWR zahtijevaju da se brzi neutroni fisije uspore (proces se zove moderiranje ili termalizacija). Kod tlačnog reaktora PWR rashladna voda se koristi i kao moderator, tako što se atomi vodika sudaraju s neutronima i tako gube svoju brzinu. Takvo moderiranje neutrona će se događati češće što je voda gušća (dogodit će se više sudara). Korištenje vode kao moderatora je važna sigurnosna značajka tlačnih reaktora. Svako povećanje temperature uzrokuje širenje vode i ona postaje rjeđa, time se smanjuje opseg u kojem se usporavaju neutroni i smanjuje se reaktivnost u reaktoru. Stoga, ako se reaktivnost poveća iznad normalne, smanjena gustoća neutrona usporit će nuklearnu lančanu reakciju i proizvoditi manje topline. Ovo svojstvo, poznato kao negativni temperaturni koeficijent za reaktivnost, čini tlačne reaktore PWR vrlo stabilnima.

### Rashladno sredstvo
Obična voda ulazi na dnu reaktora pri temperaturi od 275 °C, te se strujeći prema gore kroz reaktorsku jezgru zagrijava do 315 °C. Voda ostaje u tekućem stanju unatoč visokoj temperaturi zbog visokog tlaka u primarnom rashladnom krugu, obično oko 155 bara. Visoki tlak u primarnom krugu osigurava odvojeni kompresor spojen u primarni krug koji je djelomično napunjen vodom zagrijanom uronjenim električnim grijačima do temperature zasićenja za željeni tlak. Zbog postizanja tlaka od 155 bara, temperatura u kompresoru se održava na 345 °C, što daje minimalnu temperaturnu razliku od 30 °C. Kako bi se postigao maksimalni prijenos topline, temperatura, tlak i protok u primarnom krugu su podešeni tako da se pothlađeno mjehurasto isparavanje događa kada voda prelazi preko uranskih štapova. Nakon što pokupi toplinu prolazeći kroz reaktorsku jezgru, voda iz primarnog kruga predaje toplinu u parogeneratoru, vodi, iz niskotlačnog sekundarnog kruga, koja isparavanje u zasićenu paru tlaka 62 bara i temperature 275 °C (u većini izvedbi), koje se zatim koristi u parnoj turbini. Nakon što preda toplinu, voda iz primarnog kruga se pumpa natrag u reaktor pomoću snažnih pumpi koje mogu dostizati snagu od 6 MW svaka. Tipični parametri rashladne vode reaktora su:
- Tlak: 15 do 16 MPa (150 do 160 bara)
- Prosječna temperatura: 570K do 590 K (300 °C do 320 °C)
- Promjena temperature vode u reaktoru i parogeneratoru: 30 do 50 K (30 do 50 °C)
- Volumni protok po rashladnoj petlji: oko 6 m3/sek.

Veličina jezgre reaktora i broj gorivnih elemenata u njoj ovise o snazi. Radi što višeg stupnja standardizacije nuklearne opreme primarnog kruga, elektrane se izvode u nekim određenim područjima snaga (600 do 700, 900 do 1000 i 1200 MW). Na taj način je omogućeno da se reaktori hlade s više rashladnih petlji, odnosno krugova od kojih svaki odgovara polovici, trećini ili četvrtini snage reaktora. Svaka je rashladna petlja projektirana za 300 do 400 MW električne snage elektrane (što predstavlja oko 1 toplinski gigavat). Dijelovi nuklearne opreme (parogeneratori, pumpe) u svakoj rashladnoj petlji su isti. Budući da su rashladni krugovi u reaktoru povezani hidraulički, dovoljan je samo jedan tlačnik (regulator tlaka primarnog kruga) za sve rashladne krugove (petlje).
U bivšem Sovjetskom Savezu za potrebe energetike razvijeni su VVER reaktori. Tipske snage nuklearnih elektrana s tim reaktorim su 440 MW (stariji tip sa 6 rashladnih petlji), te 1000 MW (noviji tip s 4 rashladne petlje).

### Zaštitna zgrada (kontejnment)
Dijelovi primarnog rashladnog kruga smještaju se u veliku zaštitnu zgradu koja se naziva kontejnment. Kontejnment je projektiran za tlak koji bi u njoj nastao u slučaju pucanja komponente primarnog kruga (najčešće se pretpostavlja lom primarnog cjevovoda). U tom slučaju bi naglo pao tlak u primarnom krugu i voda bi isparila. Para bi zajedno s dijelom radioaktivnih nuklida koji se nalaze u primarnom krugu ispunila kontejnment i povisila u njoj tlak na 0,3 do 0,4 MPa. Na taj tlak je kontejnment i projektiran. Opisani kvar se tretira kao najveći projektom predviđeni kvar (eng. Design Basis Accident - DBA). Oblik kontejnmenta i smještaja dijelova reaktorskog postrojenja s tlačnim reaktorima PWR unutar kontejnmenta se razlikuje projektima različitih proizvođača nuklearne opreme (Siemens/Westinghouse/KWU/Mitsubishi/Hitachi/Framatome/Areva itd.).
Npr., prema projektu tvrtke KWU, primjer je postrojenja s četiri rashladne petlje s osnovnim obilježjem kuglastog oblika kontejnmenta (kuglasti oblik tlačne posude bolje izdržava unutarnji tlak od valjkastog oblika). Kuglasta zaštitna posuda kod date visine osigurava veći unutarnji prostor, a time i mogućnost smještaja bazena za ozračeno gorivo unutar posude. Unutarnji pak smještaj bazena omogućuje bolju zaštitu ozračenog goriva od vanjskih utjecaja.

### Jezgra reaktora NE Krško
Jezgra NE Krško sadrži 121 gorivni element prosječnog obogaćenog uranija od 4,3 % (uranij-235). 
Svaki element je građen od 235 nuklearnih gorivnih šipki razmještenih u matričnoj formi 16 x 16 u kojoj se još nalazi 20 položaja za kontrolne šipke te jedna instrumentacijska. U prvih 7 ciklusa rada reaktora NE Krško koristili su se standardni Westinghouse (STD) 16 x 16 gorivni elementi s oblogom gorivnih šipki od Zircaloya-4. Od 7 do 11 radnog ciklusa uvodi se noviji tip dizajna, Vantage5 koji koristi gorive tablete od prirodnog uranija obogaćenja 0,74 w/o uranija-235, pri čemu su implementirane neke od karakteristika Vantage5 serije gorivnih elemenata poput uvođenja aksijalnih zona od prirodnog uranija, čime je poboljšana ekonomičnost iskorištenja termičkih neutrona, korištenje integriranih gorivih apsorbera (engl. Integrated Fuel Burnable Absorbers - IFBA), te visok stupanj odgora (do 60 GWd/tU). U 11. ciklusu se uvode novine u smislu naprednije i poboljšane izvedbe Zircaloy-4 obloge gorivnih šipki. S početkom 15 radnog ciklusa, jezgre reaktora s regijom 17 započinje uvođenje standardne serije Westinghouse 16 x 16 (STD) gorivnih elemenata VANTAGE + s gorivim tabletama anularnog obogaćenja od 2,6 w/o U-235. Glavna razlika u odnosu na VANTAGE5 seriju je u materijalu obloge gorivnih šipki. U ovom slučaju se koristi slitina ZIRLO, čije su glavne karakteristike povećana otpornost prema koroziji i smanjen utjecaj neutronskog ozraćivanja.
Pri svakom punjenju jezgre na početku novog radnog ciklusa jedan dio gorivih elemenata sadrži sagorive apsorbere, koji smanjuju reaktivnost svježeg goriva, poboljšavaju raspodjelu snage i smanjuju koncentraciju borne kiseline na početku ciklusa. U NE Krško se upotrebljavaju Westinghouse integralni sagorivi apsorberi koji sadrže gorive tablete naparene tankim slojem cirkonijevog diborida. Vanjske dimenzije gorivne šipke koje sadrže IFBA-u u odnosu na one koje ne sadrže su identične. Jedina razlika je u početnoj širini zazora i tlaku helija u zazoru (1,379 u odnosu na 1,896). Gorivne tablete s IFBA-om se nalaze u centralnom dijelu gorivne šipke u ukupnoj dužini od 305 cm.
Važno je za napomenuti da se Westinghouseove gorivne šipke s IFBA-om koriste od 1987. Parametri kojima se karakteriziraju pojedini dizajni gorivnih elemenata koji sadrže gorivne šipke s IFBA-om su kao što je navedeno linearna gustoća u cirkonij diboridu, zatim broj šipki koje sadrže IFBA-u, te njihov raspored u gorivnom elementu. Broj IFBA gorivnih šipki po gorivnom elementu obično varira od nule do 60% ukupnog broja gorivnih šipki u elementu (npr. za 16 x 16 matričnu formu broj IFBA šipki može varirati od 0 do 141). Broj gorivnih šipki s IFBA-om po gorivnom elementu za 16 x 16 formu može biti 20, 32, 48, 64, 80, 92, 116 ili 148.

## Prednosti i nedostaci
Prednosti tlačnih reaktora PWR su:
- tlačni reaktori PWR su vrlo stabilni zbog njihove tendencije proizvodnje manje snage kako temperatura raste; ovo čini rad s PWR reaktorima lakšim s gledišta stabilnosti.
- tlačni reaktori PWR mogu raditi s jezgrom s manje fisijskog nego što je potrebno za kritičnu reakciju. Ovo svojstvo uvelike smanjuje šansu da će reaktor izmaći kontroli, što ih čini relativno sigurnim od kritičnih nuklearnih nesreća.
- zbog toga što koriste obogaćeni uranij kao gorivo, tlačni reaktori mogu raditi s običnom vodom kao moderatorom umjesto znatno skuplje teške vode.
- primarni i sekundarni krug su odvojeni, pa voda u sekundarnom krugu nije onečišćena radioaktivnim tvarima.

Nedostaci tlačnih reaktora PWR su:
- visoki tlak rashladne vode zahtjeva čvršće cijevi i kućište reaktora, što povećava troškove same konstrukcije. Visoki tlak može povećati posljedice curenja rashladne vode.
- većina tlačnih reaktori PWR ne mogu biti dopunjeni za vrijeme rada, što smanjuje vrijeme upotrebe reaktora, a samim time i financijske gubitke.
- prirodni uranij sadrži samo 0,7% izotopa uranija-235 potrebnog za nuklearnu reakciju. Zbog toga je potrebno umjetno obogaćivati uranij, što poskupljuje samo gorivo.
- zbog toga što se koristi voda kao neutronski moderator, nije moguće sagraditi brzi oplodni reaktor u PWR izvedbi.